# Episodi di Naruto: Shippuden (ventiduesima stagione)
Il libro ninja di Jiraiya: La storia del grande eroe Naruto (自来也忍法帳 〜ナルト豪傑物語〜?, Jiraiya ninpōchō ~ Naruto gōketsu monogatari ~) costituisce la ventiduesima stagione dell'anime Naruto: Shippuden ed è composta dagli episodi che vanno dal 432 al 450. La regia è di Hayato Date ed è prodotta da TV Tokyo e Pierrot.
La ventiduesima stagione è stata trasmessa in Giappone dal 1º ottobre 2015 al 25 febbraio 2016 su TV Tokyo. È stata pubblicata in simulcast con sottotitoli in italiano sulla piattaforma Crunchyroll. L'edizione doppiata in italiano è stata trasmessa su Italia 2 dal 9 gennaio al 13 febbraio 2024.
La stagione adotta una sigla di apertura: LINE dei Sukima Switch (episodi 432-450), e due sigle di chiusura: Trouble Maker dei KANIKAPILA (episodi 432-443), Sonna kimi, konna boku dei Thinking Dogs (episodi 444-450).

## Lista episodi
| Nº  | Titolo italiano Giapponese 「Kanji」 - Rōmaji | In onda          | In onda          |
| Nº  | Titolo italiano Giapponese 「Kanji」 - Rōmaji | Giapponese       | Italiano         |
| 432 | Il ninja perdente 「落ちこぼれ忍者」 - Ochikobore shinobi | 1º ottobre 2015  | 9 gennaio 2024   |
| 432 | Tsunade, imprigionata nello Tsukuyomi Infinito, trova un manoscritto di Jiraiya il cui protagonista è Naruto, il ragazzo della profezia. In questa storia Minato e Kushina sono vivi nonostante l'attacco della volpe e, data la presenza al comando del quarto Hokage e non del terzo, Itachi non è stato costretto a sterminare il clan Uchiha che ora vive pacificamente insieme ai Senju. Qui Naruto viene trattato con riguardo dato che è il figlio dell'Hokage nonostante le persone pensino che sia un individuo pericoloso perché forza portante. Le squadre Kakashi, Gai, Kurenai e Asuma vengono mandate in missione per cercare due jonin scomparsi durante una missione. Vengono scelti proprio ninja appena promossi genin perché si pensa che il nemico miri a querrieri di alto livello. |                  |                  |
| 433 | La missione di ricerca 「出撃・探索任務」 - Shutsugeki: tansaku ninmu | 8 ottobre 2015   | 9 gennaio 2024   |
| 433 | Durante il viaggio tutti i maestri, dopo aver osservato una certa farfalla, si sentono male e vengono trascinati sotto terra perdendo il kunai marchiato da Minato. I genin iniziano la ricerca, ma alcuni di loro incontrano subito dei problemi: la squadra Kakashi viene attaccata da Hidan che rivela di essere stato assoldato insieme all'Alba per il supporto ad un esperimento; la squadra Asuma, invece, viene intercettata da Konan, Nagato e Yahiko che si definiscono "Squadra Jiraiya" nonché appartenenti all'Alba. |                  |                  |
| 434 | La squadra Jiraiya 「チーム・ジライヤ」 - Chīmu: Jiraiya | 15 ottobre 2015  | 16 gennaio 2024  |
| 434 | Konan, Nagato e Yahiko vogliono far sentire ai Cinque Grandi Paesi Ninja anche la voce del Paese della Pioggia, per questo hanno fatto rapire i maestri. Le squadre vengono attirate verso un villaggio fatto evacuare in precedenza dalla squadra Jiraiya in previsione di scontri. Nonostante la precauzione due bambini tornano al villaggio e vengono messi in grave pericolo dallo scontro fra i tre capi dell'Alba e la squadra Asuma. Konan, Nagato e Yahiko corrono in aiuto dei due bambini, mentre Shikamaru decide di restarne fuori. |                  |                  |
| 435 | Questione di priorità 「優先順位」 - Yūsen jun'i | 22 ottobre 2015  | 16 gennaio 2024  |
| 435 | La squadra Jiraiya si inoltra nelle profondità della terra per salvare i due bambini, ma viene attaccata da due creature mostruose che gli abitanti del villaggio soprastante considerano divinità. Anche Shikamaru, Choji e Ino arrivano in soccorso dei due fratellini. Intanto le squadre Gai e Kakashi giungono nel villaggio e, attraverso una visione, scoprono che i jonin sono tenuti i ostaggio. Così Neji e Naruto, subito prima che la tecnica si spezzi, la attraversano e si ritrovano in presenza dell'uomo mascherato, possessore di Byakugan, che sta dietro a tutto. |                  |                  |
| 436 | L'uomo mascherato 「仮面の男」 - Kamen no otoko | 5 novembre 2015  | 16 gennaio 2024  |
| 436 | Salvati i bambini Yahiko spiega ai ragazzi che l'esperimento per cui sono stati ingaggiati consiste nel testare se le nuova generazione aderisce o meno al credo ninja della Foglia (mettere le leggi e le missioni prima di tutto) e chiede alla squadra Asuma di collaborare e portare gli ideali di pace suoi di Konan e Nagato anche nel Villaggio della Foglia, ma questi rifiutano a meno che non vengano restituiti loro i maestri. Lo scontro che era quindi sul punto di nascere viene evitato dall'arrivo di Kiba, Hinata e Shino. Rock Lee e Ten Ten cercano un modo per salvare i maestri, mentre Sakura e Sasuke intendono chiedere aiuto all'Hokage. Le squadre Asuma e Kurenai cercano di congiungersi agli altri, mentre l'uomo mascherato mostra a Naruto e Neji la decisione di Hizashi Hyuga (padre di Neji) di sacrificarsi per il fratello da persona libera. Secondo il ninja misterioso il credo della Foglia è sbagliato e troppo radicato dentro l'animo dei suoi ninja, così vuole portare un cambiamento dall'esterno.                                                                  |                  |                  |
| 437 | Il potere sigillato 「封印されし力」 - Fūin sareshi chikara | 12 novembre 2015 | 16 gennaio 2024  |
| 437 | Neji decide di seguire l'uomo mascherato per sapere di più su di lui e come fa a conoscere suo padre, ma Naruto non è d'accordo quindi viene immobilizzato con il Byakugan. Intanto Rock Lee e Ten Ten vengono attaccati nel bosco e attirati dove Sakura e Sasuke, in attesa dei compagni, incontrano Sasori che inietta il suo veleno nel ragazzo Uchiha. Naruto cerca di muoversi chiedendo aiuto alla Volpe che rifiuta, ma fortunatamente arriva in soccorso Jiraiya. |                  |                  |
| 438 | Le regole o i compagni? 「掟か、仲間か」 - Okite ka, nakama ka | 19 novembre 2015 | 23 gennaio 2024  |
| 438 | Jiraiya sblocca il chakra di Naruto e prova ad allentare il sigillo della Volpe imposto da Minato, ma il ragazzo non riesce a controllare il potere sprigionato e alla quarta Coda perde il controllo. Intanto il resto delle squadre si unisce a Sakura e Sasuke, nel frattempo guarito dalla ragazza. Di fronte alla scelta di salvare i maestri o portare a termine la missione i genin decidono di cercare i capitani, ma Sasuke decide di seguire la missione e tornare al Villaggio per chiedere rinforzi affrontando le cento marionette evocate da Sasori. |                  |                  |
| 439 | Il ragazzo della profezia 「予言の子」 - Yogen no ko | 26 novembre 2015 | 23 gennaio 2024  |
| 439 | Jiraiya cerca di sigillare nuovamente il potere della Volpe in Naruto, ma viene ferito gravemente dal Cercoterio. Il ragazzo, però, riesce a riprendere il controllo con le proprie forze. Sasuke decide di seguire la missione e tornare a fare rapporto all’Hokage, ma, così facendo, è costretto ad affrontare le marionette di Sasori che lo mettono in seria difficoltà. Fortunatamente i suoi compagni, compreso Naruto nel frattempo arrivato, lo aiutano e fanno ritirare il marionettista. Intanto Neji comprende che in realtà l’uomo mascherato è suo padre, Hizashi Hyuga. |                  |                  |
| 440 | L'uccello in gabbia 「籠の鳥」 - Kako no tori | 3 dicembre 2015  | 23 gennaio 2024  |
| 440 | Hizashi afferma che l’esperimento condotto sui ninja della Foglia è andato a buon fine e, promettendo a Neji di liberare i maestri, fa tornare il figlio dai compagni. Liberati i jonin, Hizashi spiega ai ninja di essere stato resuscitato (da Orochimaru) e di aver condotto l’esperimento per sapere se il suo sacrificio fosse stato vano o se avesse fatto aprire gli occhi a quelli del Villaggio sulla rigidità di alcune delle regole imposte. Il padre di Neji chiede di parlare solo con il figlio e, compreso che il ragazzo è cresciuto, sta bene e grazie a Naruto vuole cambiare il destino della casata cadetta, non ha più rimpianti e si libera dal vincolo della Tecnica della Resurrezione. La squadra Jiraiya fa tornare tutti gli abitanti evacuati nelle loro case e Yahiko decide di riportare ai due fratellini che avevano salvato il loro peluche, ma poco dopo che il ragazzo entra nel villaggio, questo viene raso al suolo da un’esplosione e Nagato si dispera. |                  |                  |
| 441 | Ritorno a casa 「帰還」 - Kikan | 10 dicembre 2015 | 23 gennaio 2024  |
| 441 | Tornati a casa, i ninja riprendono le loro vite abituali. Sasuke decide di imparare il Mille Falchi da Kakashi per dimostrare al padre, che continuamente sminuisce le abilità del figlio confrontandole con quelle di Itachi, di essere forte e anche per superare Naruto che ha appena imparato il Rasengan. |                  |                  |
| 442 | Il cammino comune 「互いの道」 - Tagai no michi | 17 dicembre 2015 | 30 gennaio 2024  |
| 442 | L'astio di Sasuke nei confronti del padre e di Naruto cresce sempre di più, tanto da spingerlo ad entrare a far parte del corpo di polizia per diventare più forte con l'aiuto Shisui, uno degli Uchiha più abili. Intanto Naruto decide di intraprendere un allenamento con Jiraiya, così Sakura, rimasta senza compagni, decide di iniziare lo studio con Tsunade. |                  |                  |
| 443 | La differenza di potere 「力の差」 - Chikara no so | 24 dicembre 2015 | 30 gennaio 2024  |
| 443 | Dopo tre anni sia Sasuke che Naruto fanno ritorno al Villaggio. Fugaku, padre di Sasuke e capo della Polizia della Foglia, affida al figlio la carica di tenente. Sasuke, però, non approvando l'atteggiamento condiscendente del padre nei confronti dell'Hogake, permette ai suoi uomini di abusare del loro potere mettendo terrore nella popolazione. Quando gli uomini di Sasuke si spingono fino a fare irruzione a casa di Minato per cercare Naruto e dargli una lezione per una precedente umiliazione, Fugaku interviene e solleva il figlio dalla sua carica. Questo porta Sasuke a provare ancora più rancore a decidere, su consiglio di Danzo, di andare da Orochimaru per ottenere ancora più potere. |                  |                  |
| 444 | La partenza di Sasuke 「抜け里」 - Nuke sato | 14 gennaio 2016  | 30 gennaio 2024  |
| 444 | Sasuke lascia il Villaggio. Non appena i suoi amici lo scoprono decidono di andarlo a riportare a casa per salvarlo da Orochimaru che vuole solo il corpo del ragazzo come nuovo contenitore. Quella stessa notte Naruto e Shikamaru, raggiunti poi da Neji, Ten Ten e Rock Lee, partono alla ricerca di Sasuke. Danzo decide di inviare alcuni dei suoi uomini più forti per assicurarsi che il ragazzo Uchiha arrivi da Orochimaru. |                  |                  |
| 445 | Inseguitori 「追手」 - Otte | 21 gennaio 2016  | 30 gennaio 2024  |
| 445 | Rock Lee e Ten Ten rimangono indietro trattenendo due degli Ambu inviati da Danzo. Intanto si scopre che l'esplosione avvenuta nel villaggio scelto per l'esperimento di Hizashi è stata causata per puro gusto da Deidara. In questa strage muore anche Yahiko, così Sasori, per evitare lo scioglimento dell'organizzazione, incolpa Minato di tutta la distruzione. |                  |                  |
| 446 | Collisione 「衝突」 - Shōtotsu | 28 gennaio 2016  | 6 febbraio 2024  |
| 446 | Anche Shikamaru e Neji restano indietro per permettere a Naruto di raggiungere Sasuke. Il ragazzo, trova l'amico già da Orochimaru che gli ha appena impresso il Segno Maledetto. Sasuke e Naruto iniziano a combattere, ma nel frattempo arriva Itachi che, pur di fermarli, si mette in mezzo e viene ucciso dal Mille Falchi del fratello. Dopo ciò lo scontro termina con la vittoria di Sasuke che se ne va con Orochimaru. |                  |                  |
| 447 | Un'altra luna 「もう一つの月」 - Mōhitotsu no tsuki | 4 febbraio 2016  | 6 febbraio 2024  |
| 447 | Tornati al Villaggio della Foglia, i ragazzi scoprono che Pain, per vendetta, ha imprigionato tutti gli abitanti all'interno di pareti di roccia in continua restrizione. Fuori dalla tecnica sono rimasti solo i ninja che si trovavano in missione come ad esempio Hinata che viene ferita gravemente da Pain per far provare a Naruto lo stesso dolore provato da Nagato vendendo i propri genitori uccisi. Il ragazzo, in preda ad una grande furia, perde il controllo e la Volpe riesce a liberare sei code. Pain, però, imprigiona Naruto all'interno della stessa tecnica usata contro gli abitanti del Villaggio che intanto per difendersi usano ogni tecnica possibile, tra cui la Formazione Cremisi dei Quattro Raggi attivata da Minato, Kushina, il Terzo Hokage e Tsunade. |                  |                  |
| 448 | Compagno 「仲間」 - Nakama | 11 febbraio 2016 | 6 febbraio 2024  |
| 448 | Kushina, pur di aiutare Naruto permettendogli di liberarsi dalla tecnica di Pain, decide di sacrificarsi donando al figlio la propria metà della Volpe. Il Cercoterio, però, sceglie di aiutare i due per evitare il sacrificio della donna. In questo modo Naruto scopre dove si trova Nagato (è lui che guida tutti i Pain), lo raggiunge e lo convince a sciogliere la tecnica usata contro gli abitanti del Villaggio. Il membro della squadra Jiraiya decide di ascoltarlo perché il ragazzo gli ricorda Yahiko nel carattere e nelle convinzioni e decide anche di assecondare la richiesta di Naruto di essere preso come membro della loro squadra dopo il salvataggio di Sasuke. Intanto quest'ultimo, dopo aver ucciso Orochimaru, decide di voler liberare il proprio clan e distruggere il Villaggio della Foglia. |                  |                  |
| 449 | L'unione ninja 「忍連の共演」 - Shinobitachi no kyōen | 18 febbraio 2016 | 6 febbraio 2024  |
| 449 | Si scopre che molti jonin sono stati rapiti dall'Organizzazione Alba e si pensa che Sasuke li abbia aiutati. Questo fa di lui un ricercato, quindi vengono mandati tutti i compagni del ragazzo Uchiha per trovarlo e cercare di salvarlo prima che altri Villaggi lo catturino e processino. Intanto Sasuke, non condividendo più gli stessi obiettivi dell'Organizzazione Alba decide di lasciarla. I ninja della Foglia si imbattono e scontrano con Deidara, Sasori, Kakuzu, Zetzu e Hidan, ultimi membri rimasti nell'organizzazione. Sasuke decide di aiutare Naruto e Sakura che combattono contro Sasori. Finiti gli altri scontri il marionettista è l'ultimo dei nemici rimasti e, per sconfiggerlo, arrivano in soccorso tutti i compagni incontrati da Naruto anche in altri villaggio, compreso Itachi, riuscito nel frattempo a sopravvivere e guarirsi. Sconfitto Sasori Sasuke decide di tornare al Villaggio della Foglia per cambiarne alcuni aspetti. |                  |                  |
| 450 | Rivali 「好敵手」 - Raibaru | 25 febbraio 2016 | 13 febbraio 2024 |
| 450 | Tornati al Villaggio della Foglia Sasuke e Naruto si scontrano. Dal punto di vista di Naruto Sasuke è un amico e rivale grazie al quale è riuscito a diventare sempre più forte. Sasuke, invece, pensa che Naruto inizialmente fosse un perdente che poi crescendo è diventato fortissimo facendo crescere in lui una grande gelosia. Sasuke voleva diventare più forte insieme al compagno, ma, a sua detta, Naruto lo ha lasciato indietro costringendolo a cercare da solo dei modi per migliorarsi. Nonostante tutto ciò che è successo, però, i due sono amici e il libro scritto da Jiraiya nello Tsukuyomi Infinito di Tsunade si conclude con la nomina di Naruto come Hokage e la pace e prosperità del Villaggio della Foglia. La Ninja Leggendaria, finito di leggere il libro, scopre che all'interno del proprio sogno Dan, il suo fidanzato, è vivo ed è riuscito a diventare Hokage. Questo, oltre al fatto che il fratellino non è stato ucciso e che Orochimaru e Jiraiya, i suoi due compagni, sono come lei li ricordava da giovane, le fanno decidere di appartenere al sogno dello Tsukuyomi. |                  |                  |

## DVD

### Giappone
Gli episodi della ventiduesima stagione di Naruto: Shippuden vengono distribuiti in Giappone anche tramite DVD, dal 8 giugno 2016 al 5 ottobre 2016.
| Volume | Episodi | Data di pubblicazione | Extra |
| ------ | ------- | --------------------- | ----- |
| 1      | 432-435 | 8 giugno 2016         | —     |
| 2      | 436-439 | 6 luglio 2016         | —     |
| 3      | 440-443 | 3 agosto 2016         | —     |
| 4      | 444-447 | 7 settembre 2016      | —     |
| 5      | 448-450 | 5 ottobre 2016        | —     |